# タラ・リン・バー
タラ・リン・バー（Tara Lynne Barr,  1993年10月2日 - ）は、アメリカ合衆国の元子役、女優である。

## 来歴
1993年、カリフォルニア州オレンジ郡生まれ。7歳のころから当時通っていたBoy's and Girl's Clubs of Huntington Valley's Clubhouse Theatreの舞台に立ち、後に子役として地元の劇団の舞台へも出演。その後はオーディションを経て、短編映画『Road Kill』へ出演し。同作品への出演で、その演技が高く評価されて2005年のニューヨーク・ホラー・フィルム・フェスティバルの観客賞を獲得している。
その後もテレビドラマやテレビ映画などへの出演で演技経験を積み、2011年にビル・マーレイの弟で知られるジョエル・マーレイと共演した『ゴッド・ブレス・アメリカ』で注目された。同作品では世の中に不満を持ち、マーレイ演じる主人公と共に一般市民の殺戮を繰り返す過激な女子高生を嬉々として演じており、2013年のヤング・アーティスト・アワードへもノミネートされている。近年ではビデオゲームで声優としても参加しており、幅広く活躍する若手女優の一人である。

## 出演作品

### 映画
- Love's Enduring Promise (2004) ※テレビ映画
- Checking Out Checking Out (2005)
- リバウンド Rebound (2005)
- Road Kill (2005) ※短編映画
- ゴッド・ブレス・アメリカ God Bless America (2011)
- ダークネス The Darkness (2016)

### テレビドラマ
- Joan of Arcadia (2004)
- 女検死医ジョーダン Crossing Jordan (2005)
- ドレイク&ジョシュ Drake & Josh (2006)
- ゾーイ101 Zoey 101 (2006)
- スイート・ライフ The Suite Life of Zack and Cody (2007, 2008)
- ザ・ボールド・アンド・ザ・ビューティフル The Bold and the Beautiful (2012)
- アクエリアス 刑事サム・ホディアック Aquarius (2015)
- Casual (2015-2018)
- 別世界からのメッセージ Dispatches from Elsewhere (2020)

### ビデオゲーム
- Prototype 2 (2012)
- The Secret World (2012)

## 参照
1. 1 2  “Tara Lynne Barr Biography”. 2014年8月27日閲覧。
2. ↑  https://www.imdb.com/name/nm1827469/awards/?ref_=nm_awd